# Peter Benzon
Peter Eggert Benzon, född 25 november 1857 i Holstebro, död 
25 juni 1925 i Roskilde, var en dansk författare och präst.

## Biografi
Benzon kom till Köpenhamn som 9-åring. Han tog studentexamen 1875 
från Metropolitanskolen och tog efter några år examen i teologi, år 1881. Han jobbade under fyra år som lärare i Vordingborg men blev 1884 sockenpräst i  Hersom, Klejtrup og Bjerregrav i Viborg stift innan han förflyttades 1890 och sedan förflyttades ytterligare en gång år 1901.
Bentzon debuterade år 1880 som författare. Han har skrift dikter (Döberen Johannes) och flera dramatiska arbeten (däribland Antikrist), men är främst känd genom sina roman och noveller som Svovl, De sjette Bud, Den ubudne Gæst, där han bekämpar "Indre Mission" och fritänkeriet.

### Fotnoter
1. ↑  https://www.gravsted.dk/person.php?navn=pebenzon
2. ↑  https://biografiskleksikon.lex.dk/P.E._Benzon